# Maximaphilie
 (novembre 2010).
La maximaphilie est la création et la collection des cartes-maximum.
Cette activité a donc pour but de rassembler des cartes postales affranchies du côté de la vue par un timbre, lui-même revêtu d'une oblitération, étant entendu que ces trois éléments de chaque carte relèvent du même thème, et ont un rapport avec le même lieu. Il importe aussi que la carte postale ait vu le jour avant l'émission du timbre concerné. Seules les cartes remplissant toutes ces conditions sont dites « cartes-maximum ». Leur collection est donc liée à la fois à la collection des cartes postales (cartophilie) et à la philatélie.
Les collectionneurs de cartes-maximum se nomment des maximaphiles.
Exemples de cartes-maximum :
- la Tour Eiffel : carte montrant le monument, le timbre français de 1989 et l'oblitération dite premier jour de l'émission de ce timbre.
- pour l'oblitération, certains maximaphiles utilisent les flammes postales qu'emploient certains bureaux.

En septembre 2005, à Corbeil-Essonnes, s'est tenu le premier championnat européen de maximaphilie.